# Walentin Iwanowitsch Morkowkin
Walentin Iwanowitsch Morkowkin  (russisch Валентин Иванович Морковкин; * 20. September 1933 in Nischni Nowgorod; † 1999) war ein sowjetischer Ruderer.

## Biografie
Walentin Morkowkin gewann bei den Olympischen Sommerspielen 1960 in Rom im Vierer ohne Steuermann zusammen mit Igor Achremtschik, Juri Batschurow und Anatoli Tarabrin die Bronzemedaille.